# Ernst Jarmer
Ernst Karl August Jarmer (* 14. August 1886 in Lüben, Niederschlesien; † 29. April 1945 in Greifswald) war ein deutscher Politiker (NSDAP) und Verwaltungsjurist. Er gehörte zu den NS-Akteuren im Bereich der Raumplanung.

## Leben
Ernst Jarmer legte die Reifeprüfung im Jahr 1905 an der Ritterakademie in Liegnitz (heute: Legnica) ab. Er studierte Rechtswissenschaften und wurde 1909 zum Dr. jur. promoviert. Er arbeitete von 1914 bis 1933 als Rechtsanwalt und Notar in Greifswald, unterbrochen durch Kriegsdienst im Ersten Weltkrieg von 1915 bis 1918, zuletzt als Regimentsadjutant im Fußartillerie-Regiment Nr. 14. Zum 5. August 1925 trat er in die NSDAP ein (Mitgliedsnummer 12.729). Der spätere NS-Gauleiter von Pommern (1931–1934), Wilhelm Karpenstein, war in den 1920er Jahren ein Mitarbeiter in Jarmers Greifswalder Anwalts-Kanzlei.
Von 1929 bis 1933 gehörte Jarmer dem Provinziallandtag der Provinz Pommern an (59. bis 62. Provinziallandtag). Er wurde für die NSDAP im Wahlkreis Pyritz gewählt, bei der letzten (nicht mehr freien) Wahl 1933 dann im Wahlkreis Greifswald Stadt. Der Provinziallandtag wählte ihn für den Zeitraum von Februar 1931 bis April 1933 zum stellvertretenden Mitglied des Preußischen Staatsrats, im April 1933 dann zum ordentlichen Mitglied. Sowohl Provinziallandtag als auch Staatsrat wurden aber noch im ersten Jahr der NS-Herrschaft 1933 abgeschafft. Ab Juli 1933 war Jarmer als Rechtsanwalt in Stettin tätig.
Von 1934 bis 1935 wirkte er als Landeshauptmann der Provinz Pommern. Jarmer war bis zu seinem Wechsel nach Berlin Gauwirtschaftsberater der NSDAP im NS-Gau Pommern. An der Universität Greifswald leitete er ab Januar 1935 den sogenannten „Hochschulkreis“, ein Vorläufer der Greifswalder Hochschularbeitsgemeinschaft für Raumforschung.
Ab dem 15. August 1935 leitete Jarmer kommissarisch die Verwaltungsabteilung in der Reichsstelle für Raumordnung (RfR) als Ministerialdirektor.

In der Raumplanung gehörte Jarmer zu jenen NS-Akteuren, die vor einer ideologisch begründeten 'Überspannung' des Planungsgedankens warnten oder, in anderer Betonung, für anstehende Raumordnungsaufgaben im 'Osten' 'rationalere' Formen bevorzugten. Die Historikerin Ariane Leendertz hob hervor, dass Ernst Jarmer im Jahr 1940 anders als sein vermeintlicher Gegenspieler Konrad Meyer "den Kern der Raumordnung nicht in der aktiven Gestaltung der räumlichen Strukturen" sah.:202
"Ihre Kernaufgabe (jene der Raumordnung; Einf.) bestand laut Jarmer vielmehr darin, die vielen verschiedenen Verwaltungsaktivitäten, die sich jeweils auf die räumlichen Strukturen niederschlugen, zu koordinieren. (..) Dies bedeutete keinesfalls, daß die Raumordnung sich als eine von Meyer geschmähte 'Verwaltungstechnik' von ihren übergeordneten Zielen verabschiedete, Raumordnungspläne aufzustellen und auf eine 'sinnvolle' räumliche Ordnung hinzuwirken.“:202f
Jarmer hätte (und mit ihm die Reichsstelle für Raumordnung) vor allem auf Realitäten der Planungspraxis reagiert, da sich die planenden Verwaltungsstellen einer vereinheitlichenden 'Bevormundung' widersetzten. In Jarmers Augen hätte die Raumordnung vielmehr das Potential besessen, zu einem Vorbild für 'moderne' Verwaltungstechnik für den nationalsozialistischen Staat zu werden::206
„Der Leiter der allgemeinen Staatsverwaltung ist in erster Linie dazu berufen, sich über den Zustand und die Entwicklung seines Verwaltungsraumes Klarheit zu verschaffen und durch den Landesplaner die Funktion des ihm zur Betreuung übergebenen Gebietes bestimmen zu lassen. Er soll in Zukunft nicht nur die dringenden Tagesprobleme meistern, sondern einen Überblick über die Verwaltungsarbeit einer längeren Zeitspanne besitzen und danach vorausschauend planen. Der moderne Verwaltungsbeamte braucht dazu neben den juristischen auch volkswirtschaftliche, statistische und technische Kenntnisse; denn er soll das Geschehen seines Verwaltungsraumes in den verschiedenen Äußerungen verstehen und nach einem Raumordnungsplan lenkend beeinflussen.“
Seit Januar 1941 wirkte Jarmer als Leiter des Hauptreferats 'Raumordnung' des Reichskommissariats für den sozialen Wohnungsbau (Robert Ley).

## Schriften zur Raumordnung (Auswahl)
- Politische Zielsetzung und weltanschauliche Abgrenzung der Raumordnung, in: Raumforschung und Raumordnung (RuR), 1. Jg., 1936/37, H. 1., S. 8–10.
- Ordnung des deutschen Lebensraumes: In: Die Verwaltungsakademie. Ein Handbuch für den Beamten im nationalsozialistischen Staat. – 2. Aufl. Berlin u. Wien 1939.
- Verwaltung und Raumordnung, in: RuR, 4. Jg., 1940, H. 11/12, S. 426–439.
- Die Aufgaben der Raumordnung im neuen Osten, in: RuR, 5. Jg., 1941, H. 1., S. 1–2.
- Raumordnung und Neuordnungsmaßnahmen zur Beseitigung von Kriegsfolgen. In: Zeitschrift der Akademie für deutsches Recht 8 (1941), S. 41–45.
- Planung und Gestaltung des deutschen Lebensraumes. In: Der soziale Wohnungsbau in Deutschland 13 (1942), S. 1–4.

## Weblink
- Quelle aus der RfR (Schreiben zur Südostgrenze; unterzeichnet von Ernst Jarmer)[9]